# Louis Obissier Saint-Martin
Louis Obissier Saint-Martin est un homme politique français né le 26 novembre 1833 à Guitres (Gironde) et mort le 3 août 1911 à Guitres.

## Biographie
Avocat à Libourne, il est sous-préfet de Narbonne après le 4 septembre 1870. Révoqué après le 24 mai 1873, il revient en 1876 comme secrétaire général de la préfecture de la Vienne. Il occupe les mêmes fonctions dans la Loire et le Rhône, avant de devenir préfet de la Vienne en 1880. Conseiller général du canton de Guitres, il est député de la Gironde de 1884 à 1897, siégeant au groupe de l'Union républicaine et sénateur de la Gironde de 1897 à 1911, inscrit au groupe de la Gauche républicaine.

## Distinctions
- Chevalier de la Légion d'honneur (1881)

## Sources
- « Louis Obissier Saint-Martin », dans Adolphe Robert et Gaston Cougny, Dictionnaire des parlementaires français, Edgar Bourloton, 1889-1891 [détail de l’édition]
- « Louis Obissier Saint-Martin », dans le Dictionnaire des parlementaires français (1889-1940), sous la direction de Jean Jolly, PUF, 1960 [détail de l’édition]